# Melanozosteria bicolor
Melanozosteria bicolor es una especie de cucaracha terrestre del género Melanozosteria, tribu Polyzosteriini, subfamilia Polyzosteriinae. Fue descrita científicamente por Kirby en 1903.

## Distribución
Se distribuye por Oceanía: Australia (islas Darnley y Dauan) y Nueva Guinea.